# Veikkausliiga
De Veikkausliiga (Zweeds: Fotbollsligan) is de hoogste voetbalafdeling in het voetbalsysteem van Finland. De competitie wordt georganiseerd door de Finse voetbalbond (SPL) en bestaat uit twaalf clubs, waarvan IFK Mariehamn de enige club is die afkomstig is van de autonome Finse regio Åland. Er wordt gestreden om het landskampioenschap van Finland (Suomen mestari)

## Competitie
De Veikkausliiga telt twaalf clubs. De competitie start gewoonlijk in april en wordt eind oktober beëindigd. Er wordt een gehele competitie gespeeld, waarbij iedere ploeg twee keer tegen elkaar speelt in 22 speelrondes. Daarna speelt de top zes een kampioensgroep met nogmaals vijf speelrondes. De overige teams spelen in de kwalificatiegroep ook vijf speelrondes, waardoor de Veikkausliiga in totaal 27 speelrondes telt.

### Kampioenschap
De winnaar van de Veikkausliiga is de winnaar van de kampioensgroep na 27 speelrondes. De club wordt gekroond tot kampioen betaald voetbal van Finland (Suomen mestari). Als landskampioen mag die club ook deelnemen aan de eerste voorronde van de Champions League. De positie van Finland op de UEFA-coëfficiëntenranglijst maakt daarvoor wel uit.

### Aantal deelnemers aan de Europese toernooien
De UEFA organiseert de Europese toernooien "Champions League", "Europa League" en "Conference League". De UEFA bepaalt op basis van de clubprestaties van een land in de afgelopen vijf seizoenen met hoeveel clubs een land mag deelnemen aan deze toernooien. Hiertoe zijn de UEFA-coëfficiënten opgesteld. Finland krijgt één ticket voor de eerste voorronde van de Champions League (kampioen), terwijl de overige drie startbewijzen voor de eerste voorronde van de Conference League zijn.
De Europese deelnemers worden als volgt bepaald:
| pos. na 27 ronden | resultaat                                         |
| ----------------- | ------------------------------------------------- |
| Kampioen          | Champions League, eerste voorronde                |
| Nummer 2          | Conference League, eerste voorronde               |
| Nummer 3 t/m 7    | Play-off voor Conference League, eerste voorronde |
| Bekerwinnaar      | Europa League, groepsfase                         |

Deze verdeling wijzigt wanneer de bekerwinnaar zich voor de Champions League plaatst. In dat geval speelt de bekerwinnaar in de Champions League en plaatst de nummer drie zich voor de groepsfase van de Conference League. De nummers vier tot en met acht spelen dan in de play-off voor een plaats in de eerste voorronde van de Conference League. De nummer drie van de kampioensgroep plaatst zich direct voor de finale van de play-offs. Voordat de finale gespeeld wordt, wordt eerst bekend welke ploeg het op zal nemen tegen de nummer drie: de nummers 4, 5, 6 en 7 spelen in een knock-outsysteem voor een finaleplaats. Alleen de finale wordt zowel thuis als uit gespeeld.
In de geschiedenis van het Finse voetbal heeft tot nog toe alleen HJK Helsinki ooit de groepsfase van een Europees toernooi behaald, in 1998/99 voor het eerst.

### Kwalificatiegroep en degradatie
Na de reguliere competitie van 22 speelrondes spelen de zes laagst geklasseerde teams in de kwalificatiegroep voor het ontlopen van degradatie en een startbewijs voor een play-off ticket. De nummer twaalf in de eindstand degradeert rechtstreeks naar de Ykkösliiga, dat sinds 2024 de naam is van de nieuwe tweede klasse. De nummer elf moet via de eindronde met een club uit de Ykkösliiga zich proberen te handhaven in de Veikkausliiga.

## Geschiedenis
De competitie is onder deze naam in 1990 van start gegaan. Van 1930 tot 1990 was Mestaruussarja de naam van de competitie. Daarvoor werd het landskampioenschap tussen 1908 en 1930 betwist door een bekercompetitie (middels het knock-outsysteem).
Tussen 1920 en 1948 was er de concurrerende TUL-competitie (Työväen Urheiluliitto, de Arbeiders Sport Federatie) waarvan de clubs vanaf 1948 ook deelnamen in de SPL-competities. Thans organiseert de TUL een indoorcompetitie in de winter/lenteperiode waaraan ook clubs van de SPL aan deelnemen.
Tot en met het seizoen 2018 werd er een anderhalve competitie gespeeld, waarin elk team drie keer tegen elkaar speelde in 33 speelrondes. Vanaf het seizoen 2019 wordt er een play-off variant gespeeld met twaalf clubs in de competitie en werd het aantal speelrondes gereduceerd naar 27.

### Clubs
Aan de competitie van 2025 nemen twaalf clubs deel:

AC Oulu ·
Gnistan ·
FC Haka ·
HJK · 
Ilves ·
Inter Turku · 
FF Jaro ·
KTP ·
KuPS · 
 IFK Mariehamn · 
SJK ·
VPS

## Historisch overzicht
- Met tussen haakjes het aantal behaalde landstitels.

| seizoen        | winnaar                  | duels       | goals       | gem.        |
| SM-kilpailu    | SM-kilpailu              | SM-kilpailu | SM-kilpailu | SM-kilpailu |
| -------------- | ------------------------ | ----------- | ----------- | ----------- |
| 1908           | SK Unitas (1)            | 5           | 35          | 7.000       |
| 1909           | PUS Helsinki (1)         | 4           | 18          | 4.500       |
| 1910           | ÅIFK Turku (1)           | 5           | 28          | 5.600       |
| 1911           | HJK Helsinki (1)         | 9           | 35          | 3.889       |
| 1912           | HJK Helsinki (2)         | 3           | 15          | 5.000       |
| 1913           | KIF Helsinki (1)         | 5           | 19          | 3.800       |
| 1915           | KIF Helsinki (2)         | 3           | 21          | 7.000       |
| 1916           | KIF Helsinki (3)         | 6           | 43          | 7.167       |
| 1917           | HJK Helsinki (3)         | 8           | 32          | 4.000       |
| 1918           | HJK Helsinki (4)         | 7           | 28          | 4.000       |
| 1919           | HJK Helsinki (5)         | 5           | 14          | 2.800       |
| 1920           | ÅIFK Turku (2)           | 3           | 11          | 3.667       |
| 1921           | HPS Helsinki (1)         | 12          | 54          | 4.500       |
| 1922           | HPS Helsinki (2)         | 9           | 56          | 6.222       |
| 1923           | HJK Helsinki (6)         | 25          | 145         | 5.800       |
| 1924           | ÅIFK Turku (3)           | 10          | 59          | 5.900       |
| 1925           | HJK Helsinki (7)         | 9           | 46          | 5.111       |
| 1926           | HPS Helsinki (4)         | 9           | 49          | 5.444       |
| 1927           | HPS Helsinki (5)         | 20          | 121         | 6.050       |
| 1928           | TPS Turku (1)            | 19          | 101         | 5.316       |
| 1929           | HPS Helsinki (6)         | 9           | 59          | 6.556       |
| Mestaruussarja |                          |             |             |             |
| 1930           | HIFK Helsinki (1)        | 29          | 156         | 5.379       |
| 1931           | HIFK Helsinki (2)        | 28          | 136         | 4.857       |
| 1932           | HPS Helsinki (7)         | 56          | 282         | 5.036       |
| 1933           | HIFK Helsinki (3)        | 56          | 238         | 4.250       |
| 1934           | HPS Helsinki (8)         | 56          | 229         | 4.089       |
| 1935           | HPS Helsinki (9)         | 56          | 238         | 4.250       |
| 1936           | HJK Helsinki (8)         | 56          | 234         | 4.179       |
| 1937           | HIFK Helsinki (4)        | 56          | 265         | 4.732       |
| 1938           | HJK Helsinki (9)         | 56          | 234         | 4.179       |
| 1939           | TPS Turku (2)            | 49          | 211         | 4.306       |
| Cup-kilpailu   |                          |             |             |             |
| 1940           | Sudet Viipuri (1)        | 17          | 101         | 5.941       |
| Mestaruussarja |                          |             |             |             |
| 1940/41        | TPS Turku (3)            | 52          | 242         | 4.654       |
| SM-kilpailu    |                          |             |             |             |
| 1942           | HT Helsinki (1)          | 14          | 84          | 6.000       |
| Mestaruussarja |                          |             |             |             |
| 1943/44        | VIFK Vaasa (1)           | 29          | 134         | 4.621       |
| SM-kilpailu    |                          |             |             |             |
| 1945           | VPS Vaasa (1)            | 88          | 528         | 6.000       |
| Mestaruussarja |                          |             |             |             |
| 1945/46        | VIFK Vaasa (2)           | 145         | 615         | 4.241       |
| 1946/47        | HIFK Helsinki (5)        | 118         | 531         | 4.500       |
| 1947/48        | VPS Vaasa (2)            | 232         | 868         | 3.741       |
| 1949           | TPS Turku (4)            | 132         | 506         | 3.833       |
| 1950           | Ilves Tampere (1)        | 90          | 357         | 3.967       |
| 1951           | KTP Kotka (1)            | 90          | 355         | 3.944       |
| 1952           | KTP Kotka (2)            | 90          | 322         | 3.578       |
| 1953           | VIFK Vaasa (3)           | 92          | 306         | 3.326       |
| 1954           | Pyrkivä Turku (1)        | 90          | 279         | 3.100       |
| 1955           | KIF Helsinki (4)         | 91          | 325         | 3.571       |
| 1956           | KuPS Kuopio (1)          | 90          | 283         | 3.144       |
| 1957           | HPS Helsinki (10)        | 90          | 342         | 3.800       |
| 1958           | KuPS Kuopio (2)          | 92          | 360         | 3.913       |
| 1959           | HIFK Helsinki (6)        | 90          | 355         | 3.944       |
| 1960           | Haka Valkeakoski (1)     | 132         | 574         | 4.348       |
| 1961           | HIFK Helsinki (7)        | 132         | 515         | 3.902       |
| 1962           | Haka Valkeakoski (2)     | 132         | 499         | 3.780       |
| 1963           | Reipas Lahti (1)         | 132         | 431         | 3.265       |
| 1964           | HJK Helsinki (10)        | 132         | 423         | 3.205       |
| 1965           | Haka Valkeakoski (3)     | 132         | 398         | 3.015       |
| 1966           | KuPS Kuopio (3)          | 132         | 423         | 3.205       |
| 1967           | Reipas Lahti (2)         | 132         | 412         | 3.121       |
| 1968           | TPS Turku (5)            | 132         | 449         | 3.402       |
| 1969           | KPV Kokkola (1)          | 132         | 460         | 3.485       |
| 1970           | Reipas Lahti (3)         | 132         | 446         | 3.379       |
| 1971           | TPS Turku (6)            | 132         | 537         | 4.068       |
| 1972           | TPS Turku (7)            | 132         | 404         | 3.061       |
| 1973           | HJK Helsinki (11)        | 132         | 368         | 2.788       |
| 1974           | KuPS Kuopio (4)          | 132         | 406         | 3.076       |
| 1975           | TPS Turku (8)            | 133         | 368         | 2.767       |
| 1976           | KuPS Kuopio (5)          | 132         | 364         | 2.758       |
| 1977           | Haka Valkeakoski (4)     | 132         | 364         | 2.758       |
| 1978           | HJK Helsinki (12)        | 132         | 370         | 2.803       |
| 1979           | OPS Oulu (1)             | 160         | 485         | 3.031       |
| 1980           | OPS Oulu (2)             | 160         | 489         | 3.056       |
| 1981           | HJK Helsinki (13)        | 160         | 498         | 3.113       |
| 1982           | Kuusysi Lahti (1)        | 160         | 530         | 3.313       |
| 1983           | Ilves Tampere (2)        | 160         | 514         | 3.213       |
| 1984           | Kuusysi Lahti (2)        | 140         | 459         | 3.279       |
| 1985           | HJK Helsinki (14)        | 142         | 426         | 3.000       |
| 1986           | Lahden Kuusysi Lahti (3) | 132         | 354         | 2.682       |
| 1987           | HJK Helsinki (15)        | 132         | 370         | 2.803       |
| 1988           | HJK Helsinki (16)        | 162         | 441         | 2.722       |
| 1989           | FC Kuusysi Lahti (4)     | 162         | 475         | 2.932       |
| Veikkausliiga  |                          |             |             |             |
| 1990           | HJK Helsinki (17)        | 150         | 370         | 2.467       |
| 1991           | FC Kuusysi Lahti (5)     | 198         | 600         | 3.030       |
| 1992           | HJK Helsinki (18)        | 198         | 566         | 2.859       |
| 1993           | FC Jazz Pori (1)         | 159         | 430         | 2.704       |
| 1994           | TPV Tampere (1)          | 182         | 509         | 2.797       |
| 1995           | FC Haka Valkeakoski (5)  | 182         | 487         | 2.676       |
| 1996           | FC Jazz Pori (2)         | 162         | 412         | 2.543       |
| 1997           | HJK Helsinki (19)        | 135         | 334         | 2.474       |
| 1998           | FC Haka Valkeakoski (6)  | 135         | 343         | 2.541       |
| 1999           | FC Haka Valkeakoski (7)  | 172         | 442         | 2.570       |
| 2000           | FC Haka Valkeakoski (8)  | 198         | 517         | 2.611       |
| 2001           | Tampere United (1)       | 198         | 508         | 2.566       |
| 2002           | HJK Helsinki (20)        | 160         | 408         | 2.550       |
| 2003           | HJK Helsinki (21)        | 182         | 520         | 2.857       |
| 2004           | FC Haka Valkeakoski (9)  | 182         | 496         | 2.725       |
| 2005           | MyPa-47 Anjalankoski (1) | 182         | 474         | 2.604       |
| 2006           | TamU Tampere (2)         | 156         | 410         | 2.628       |
| 2007           | TamU Tampere (3)         | 182         | 458         | 2.516       |
| 2008           | FC Inter Turku (1)       | 182         | 482         | 2.648       |
| 2009           | HJK Helsinki (22)        | 182         | 498         | 2.736       |
| 2010           | HJK Helsinki (23)        | 182         | 513         | 2.819       |
| 2011           | HJK Helsinki (24)        | 198         | 599         | 3.025       |
| 2012           | HJK Helsinki (25)        | 198         | 535         | 2.702       |
| 2013           | HJK Helsinki (26)        | 197         | 522         | 2.650       |
| 2014           | HJK Helsinki (27)        | 196         | 507         | 2.587       |
| 2015           | SJK Seinäjoki (1)        | 196         | 448         | 2.286       |
| 2016           | IFK Mariehamn** (1)      | 197         | 456         | 2.315       |
| 2017           | HJK Helsinki (28)        | 198         | 542         | 2.737       |
| 2018           | HJK Helsinki (29)        | 198         | 490         | 2.475       |
| 2019           | KuPS Kuopio (6)          | 162         | 396         | 2.444       |
| 2020           | HJK Helsinki (30)        | 132         | 372         | 2.818       |
| 2021           | HJK Helsinki (31)        | 162         | 408         | 2.52        |
| 2022           | HJK Helsinki (32)        | 162         | 494         | 2.96        |
| 2023           | HJK Helsinki (33)        | 162         | 417         | 2.50        |
| 2024           | KuPS Kuopio (7)          | 162         | 474         | 2.93        |

* De kampioenen van 1945, 1946, 1947 en 1948 waren de winnaars van een minitoernooi van de topclubs van de SPL-Mestaruussarja-competitie en de concurrerende TUL-competitie. De winnaars van de SPL-Mestaruussarja in deze periode waren TPS Turku (1945) en VIFK Vaasa (1946, 1947, 1948).

** In het seizoen 2016 werd voor het eerst een niet-Finse club landskampioen. IFK Mariehamn schreef geschiedenis door als eerste club van Åland kampioen te worden van de Finse voetbalcompetitie.

## Aantal seizoenen eerste klasse
De clubs die vetgedrukt zijn spelen in het seizoen 2025 in de Veikkausliiga. De competitie wordt altijd in één kalenderjaar afgewerkt, behalve in 1940/41 en 1943/44. De seizoenen 1940, 1942 en van 1945 tot en met 1947 zijn niet in deze lijst opgenomen, omdat niet alle deelnemers hiervan bekend zijn vanwege het format van een bekertoernooi.
| Club                 | /90 | Seizoenen (1930-1939, 1941, 1943-1944, 1948-2025)                                                                                       |
| -------------------- | --- | --- |
| HJK Helsinki         | 84  | 1931, 1933-1939, 1940-1941, 1943-1944, 1948-1949, 1953-1962, 1964-....                                                                  |
| TPS Turku            | 72  | 1930-1934, 1936-1941, 1943-1944, 1948-1952, 1957-1963, 1966-2000, 2003-2014, 2018, 2020                                                 |
| KuPS Kuopio          | 68  | 1949-1992, 1994, 2001-2003, 2005-2006, 2008-....                                                                                        |
| FC Haka Valkeakoski  | 67  | 1950-1972, 1974-1996, 1998-2012, 2020-....                                                                                              |
| VPS Vaasa            | 56  | 1930-1933, 1935-1936, 1938-1941, 1943-1944, 1948-1953, 1955-1958 1962, 1965-1968, 1971-1972, 1975-1977, 1995-2002, 2006-2019, 2022-.... |
| KTP Kotka            | 35  | 1948-1958, 1963-1969, 1979-1983, 1999-2000, 2003-2008, 2015, 2021, 2023-2024, 2025-....                                                 |
| HIFK Helsinki        | 33  | 1930-1941, 1943-1944, 1948-1949, 1958-1966, 1970-1972, 2015-2017, 2019-2022                                                             |
| RoPS Rovaniemi       | 33  | 1981, 1983-2001, 2004-2005, 2008-2009, 2011, 2013-2020                                                                                  |
| FC Ilves             | 29  | 1979-1996, 2015-.... |
| Inter Turku          | 29  | 1996-1997, 1999-.... |
| Reipas Lahti         | 27  | 1939, 1961-1980, 1983, 1987-1991 |
| MP Mikkeli           | 25  | 1966-1977, 1981, 1984, 1986-1996 |
| MyPa-47 Anjalankoski | 25  | 1975, 1992-2015 |
| FC Lahti             | 25  | 1999-2010, 2012-2024 |
| FF Jaro              | 24  | 1989, 1991-1998, 2002-2015, 2025-....                                                                                                   |
| Kuusysi Lahti        | 23  | 1965, 1967-1974, 1982-1995 |
| HPS Helsinki         | 22  | 1930-1941, 1948-1949, 1956-1964 |
| Kiffen Helsinki      | 22  | 1930-1932, 1940-1941, 1943-1944, 1948-1957, 1960-1964, 1977-1978                                                                        |
| IFK Mariehamn        | 21  | 2005-.... |
| KPV Kokkola          | 20  | 1967-1980, 1982-1985, 1990, 2019 |
| Jazz Pori            | 19  | 1984-1988, 1991-2004 |
| Koparit Kuopio       | 19  | 1938-1939, 1943-1944, 1954, 1972-1976, 1978-1987                                                                                        |
| VIFK Vaasa           | 17  | 1935, 1937, 1943-1944, 1948-1956, 1958-1961, 1963                                                                                       |
| FC Honka Espoo       | 15  | 2006-2014, 2018-2023 |
| Ikissat Tampere      | 15  | 1949-1951, 1956-1958, 1964-1967, 1969-1971, 1973-1974                                                                                   |
| OTP Oulu             | 14  | 1966, 1971, 1973-1975, 1977-1978, 1980, 1985-1986, 1988-1991                                                                            |
| SJK Seinäjoki        | 12  | 2014-.... |
| Sudet Helsinki       | 12  | 1931-1938, 1940-1941, 1943-1944, 1948, 1951                                                                                             |
| Tampere United       | 11  | 2000-2010 |
| MiPK Mikkeli         | 11  | 1962-1964, 1971, 1974-1979, 1981 |
| ÅIFK Turku           | 9   | 1930, 1932-1935, 1963-1965, 1967 |
| OPS Oulu             | 8   | 1976-1983 |
| HT Helsinki          | 8   | 1932, 1934-1941 |
| AC Oulu              | 7   | 2007, 2010, 2021-.... |
| Pyrkivä Turku        | 7   | 1952-1956, 1978-1979 |
| FinnPa Helsinki      | 6   | 1993-1998 |
| KePS Kemi            | 6   | 1984-1989 |
| TaPa Tampere         | 6   | 1961-1963, 1965, 1972-1973 |
| JJK Jyväskylä        | 6   | 2009-2013, 2017 |
| Allianssi Vantaa     | 5   | 2002-2006 |
| Jokerit Helsinki     | 5   | 1998-2001, 2003 |
| TPV Tampere          | 5   | 1971, 1993-1995, 1999 |
| GBK Kokkola          | 5   | 1959, 1964-1966, 1976 |
| TuTo Turku           | 5   | 1948-1949, 1954-1955, 1961 |
| Ponnistus Helsinki   | 4   | 1948, 1968, 1973, 1995 |
| PS Kemi              | 3   | 2016-2018 |
| Pallo-Pojat Helsinki | 3   | 1959-1961 |
| Jäntevä Kotka        | 3   | 1952-1954 |
| TuWe Turku           | 3   | 1948-1960 |
| Sepsi-78 Seinäjoki   | 3   | 1980-1982 |
| FC Hämeenlinna       | 3   | 2002-2004 |
| Elo Kuopio           | 3   | 1969-1970, 1982 |
| IF Gnistan           | 2   | 2024-.... |
| FC Oulu              | 2   | 1992, 1994 |
| RU-38 Pori           | 2   | 1959-1960 |
| TPK Turku            | 2   | 1951-1952 |
| IF Drott Pietarsaari | 2   | 1936, 1960 |
| TP-47 Tornio         | 2   | 2004-2005 |
| Ässät Pori           | 2   | 1968-1969 |
| Kullervo Helsinki    | 2   | 1948, 1950 |
| KoRe Kotka           | 2   | 1955, 1957 |
| ViPS Viipuri         | 2   | 1930-1931 |
| UL Turku             | 2   | 1934, 1937 |
| Ekenäs IF            | 1   | 2024 |
| PK-35 Vantaa         | 1   | 2016 |
| TP Seinäjoki         | 1   | 1997 |
| Viikingit Helsinki   | 1   | 2007 |
| Into Kemi            | 1   | 1970 |
| RTU Rauma            | 1   | 1948 |
| KaPa Kajaani         | 1   | 1953 |
| HIK Hanko            | 1   | 1962 |
| TKT Tampere          | 1   | 1960 |
| TuKV Turku           | 1   | 1948 |
| Kumu Kuusankoski     | 1   | 1990 |
| Kiri Kotka           | 1   | 1948 |
| Stjärnan Helsinki    | 1   | 1930 |
| EIF Tammisaari       | 1   | 1933 |

## Topschutters
Zowel in 1991 als in 1999 wist de topschutter van de Veikkausliiga 23 maal het net te vinden, het grootste aantal doelpunten tot nu toe. Voor deze prestatie tekenden Kimmo Tarkkio en Valeri Popovitsj.
| seizoen | speler                       | club                              | goals | goals | duels | gem. |
| ------- | ---------------------------- | --------------------------------- | ----- | ----- | ----- | ---- |
| 1990    | Kimmo Tarkkio Marek Czakon   | FC Haka Valkeakoski Ilves Tampere | 16    | 370   | 150   | 2.47 |
| 1991    | Kimmo Tarkkio                | FC Haka Valkeakoski               | 23    | 600   | 198   | 3.03 |
| 1992    | Luiz Antônio                 | FC Jazz Pori                      | 21    | 566   | 198   | 2.86 |
| 1993    | Antti Sumiala                | FC Jazz Pori                      | 20    | 433   | 160   | 2.71 |
| 1994    | Dionisio                     | TPV Tampere                       | 17    | 509   | 182   | 2.80 |
| 1995    | Valeri Popovitsj             | FC Haka Valkeakoski               | 21    | 487   | 182   | 2.68 |
| 1996    | Luiz Antônio                 | FC Jazz Pori                      | 17    | 412   | 162   | 2.54 |
| 1997    | Rafael                       | HJK Helsinki                      | 11    | 334   | 135   | 2.47 |
| 1998    | Matti Hiukka                 | RoPS Rovaniemi                    | 11    | 343   | 135   | 2.54 |
| 1999    | Valeri Popovitsj             | FC Haka Valkeakoski               | 23    | 442   | 172   | 2.57 |
| 2000    | Shefki Kuqi                  | Jokerit                           | 19    | 517   | 198   | 2.61 |
| 2001    | Paulus Roiha                 | HJK Helsinki                      | 22    | 508   | 198   | 2.57 |
| 2002    | Mika Kottila                 | HJK Helsinki                      | 18    | 408   | 160   | 2.55 |
| 2003    | Saku Puhakainen              | MyPa-47 Anjalankoski              | 14    | 520   | 182   | 2.86 |
| 2004    | Antti Pohja                  | Tampere United                    | 16    | 496   | 182   | 2.73 |
| 2005    | Juho Mäkelä                  | HJK Helsinki                      | 16    | 473   | 182   | 2.60 |
| 2006    | Hermanni Vuorinen            | FC Honka Espoo                    | 16    | 410   | 156   | 2.63 |
| 2007    | Rafael                       | FC Lahti                          | 14    | 458   | 182   | 2.52 |
| 2008    | Aleksandr Kokko Henri Myntti | FC Honka Espoo Tampere United     | 13    | 482   | 182   | 2.65 |
| 2009    | Hermanni Vuorinen            | FC Honka Espoo                    | 16    | 498   | 182   | 2.74 |
| 2010    | Juho Mäkelä                  | HJK Helsinki                      | 16    | 513   | 182   | 2.82 |
| 2011    | Timo Furuholm                | FC Inter Turku                    | 22    | 599   | 198   | 3.03 |
| 2012    | Irakli Sirbiladze            | FC Inter Turku                    | 17    | 535   | 198   | 2.70 |
| 2013    | Tim Väyrynen                 | FC Honka Espoo                    | 17    | 525   | 198   | 2.65 |
| 2014    | Jonas Emet Luis Solignac     | FF Jaro IFK Mariehamn             | 14    | 513   | 198   | 2.59 |
| 2015    | Aleksandr Kokko              | Rovaniemi PS                      | 17    | 448   | 198   | 2.26 |
| 2016    | Roope Riski                  | SJK Seinäjoki                     | 17    | 459   | 198   | 2.32 |
| 2017    | Aleksei Kangaskolkka         | IFK Mariehamn                     | 16    | 542   | 198   | 2.74 |
| 2018    | João Klauss De Mello         | HJK Helsinki                      | 21    |       |       |      |
| 2019    | Filip Valenčič               | Inter Turku                       | 17    |       |       |      |
| 2020    | Roope Riski                  | HJK Helsinki                      | 16    |       |       |      |
| 2021    | Ariel Ngueukam               | SJK Seinäjoki                     | 14    |       |       |      |
| 2022    | Lee Erwin                    | Haka                              | 20    |       |       |      |

## Kampioensteams
- 1993 — FC Jazz Pori

Jarmo Alatensiö, Dionísio, Markus Juhola, Miika Juntunen, Lasse Karjalainen, Tommi Koivistoinen, Risto Koskikangas, Luiz Antônio, Marko Nieminen, Rami Nieminen, Marko Oksanen, Piracaia, Vesa Rantanen, Rodrigo, Jani Suikkanen, Antti Sumiala en Petri Toivonen. Trainer-coach: Jussi Ristimäki. Assistent-coach: Risto Virtanen.
- 1994 — TPV Tampere

Jari Aaltonen, Jarno Aaltonen, Mika Aaltonen (1965), Mika Aaltonen (1967), Dionisio, Krzysztof Gawara, Marko Granholm, Miika Juntunen, Olli Kangaslahti, Timo Lahtivuori, Tomi Leivo-Jokimäki, Jukka Leppänen, Petri Levola, Timo Lindholm, Jukka-Pekka Listenmaa, Juha-Pekka Mäkinen, Jari Niemi, Jukka-Pekka Pietilä, Jarmo Poskiparta, Kim Suominen, Petteri Viljanen, Jarkko Wiss en Veli-Matti Vuorio. Trainer-coach: Pertti Lundell
- 1995 — FC Haka Valkeakoski

Michael Belfield, Ari Heikkinen, Olavi Huttunen, Janne Hyökyvaara, Oleg Ivanov, Jari Kaasalainen, Tommi Kainulainen, Jokke Kangaskorpi, Miroslav Karas, Lasse Karjalainen, Jari Kinnunen, Pekka Kunnola, Heikki Leinonen, Kari Martonen, Jussi Nuorela, Harri Nyyssönen, Kai Nyyssönen, Valeri Popovitsj, Sami Ristilä, Jari Räsänen, Sami Väisänen en Harri Ylönen. Trainer-coach: Jukka Vakkila.
- 1996 — FC Jazz Pori

Ilkka Siitonen, Ari-Pekka Roiko, Vesa Rantanen, Sami Rintanen, Risto Koskikangas, Rami Nieminen, Rami Hakanpää, Pasi Sulonen, Markus Keskinen, Jani Suikkanen, Jukka Ollikkala, Víctor Merino, Tomi Leivo-Jokimäki, Janne Puputti, Jarmo Alatensiö, Juha Riippa, Piracaia, Luis Alberto Cuenca, Jorge Luís dos Santos, Rodrigo, Saku Laaksonen en Luiz Antônio. Trainer-coach: Jari Pyykölä.
- 1997 — HJK Helsinki

Tommi Koivistoinen, Mikko Kavén, Aarno Turpeinen, Markku Kanerva, Marko Helin, Ville Nylund, Jarmo Saastamoinen, Adel Eid, Kaj Nylund, Hannu Tihinen, Petri Helin, Vesa Vasara, Erkka Lehtola, Mika Lehkosuo, Aki Riihilahti, Kalle Lehtinen, Jarkko Wiss, Mika Kottila, Rodrigo, Mikael Forssell, Rafael, Peter Kopteff, Shefki Kuqi en Ville Lehtinen. Trainer-coach: Antti Muurinen.
- 1998 — FC Haka

Andras Vilnrotter, Jouni Räsänen, Janne Hyökyvaara, Lasse Karjalainen, Janne Salli, Ari Heikkinen, Harri Ylönen, Jarkko Okkonen, Janne-Pella Mäkela, Tommi Torkkeli, Jukka Rantala, Oleg Ivanov, Anders Roth, Tibor Kalina, Jukka Ruhanen, Valeri Popovitsj, Jari Niemi en Marlon Harewood. Trainer-coach: Keith Armstrong. Assistent-trainer: Olavi Huttunen.
- 1999 — FC Haka

Panu Toivonen, András Vilnrotter, Janne Mäkelä, Jaakko Pasanen, Tero Penttilä, Janne Hyökyvaara, Jouni Räsänen, Janne Salli, Harri Ylönen, Ari Heikkinen, Janne-Pella Mäkela, Jarkko Okkonen, Jukka Rantala, Janne Savolainen, David Wilson, Oleg Ivanov, Jukka Ruhanen, Lasse Karjalainen, Tarmo Koivuranta, Tommi Torkkeli, Kai Nyyssönen, Martin Reijnders, Jari Niemi en Valeri Popovitsj. Trainer-coach: Keith Armstrong. Assistent-trainer: Olavi Huttunen.
- 2000 — FC Haka

Mikko Vilmunen, András Vilnrotter, Janne Hyökyvaara, Lasse Karjalainen, Janne Salli, Jukka Koskinen, Jouni Räsänen, Jarkko Okkonen, Juuso Kangaskorpi, Janne Mäkelä, David Wilson, Oleg Ivanov, Tarmo Koivuranta, Jukka Rantala, Mikko Paatelainen, Tommi Torkkeli, Jukka Ruhanen, Kai Nyyssönen, Péter Kovács en Valeri Popovitsj. Trainer-coach: Keith Armstrong.
- 2001 — Tampere United

Mikko Kavén, Lee Jones, Jussi Kuoppala, Kari Sainio, Toni Hevonkorpi, Brian Waltrip, Pasi Salmela, Tero Koskela, Sakari Saarinen, Jussi Kujala, Heikki Aho, Janne Räsänen, Dionísio, Ville Lehtinen, Jari Niemi en Antti Pohja. Trainer-coach: Ari Hjelm.
- 2002 — HJK Helsinki

Andras Vilnrotter, Kaj Nylund, Antti Heinola, Joakim Jensen, Aarno Turpeinen, Ville Nylund, Ossi Martikainen, Hannu Haarala, Toni Kallio, Rami Hakanpää, Markus Heikkinen, David Wilson, Mika Lehkosuo, Aleksej Jerjomenko sr., Jari Ilola, Jussi Peteri, Kristian Kunnas, Marcio Pimentel, Aleksej Jerjomenko, Niclas Grönholm en Petri Oravainen. Trainer-coach: Keith Armstrong.
- 2003 — HJK Helsinki

Andras Vilnrotter, Ville Wallén, Niki Mäenpää, Kaj Nylund, Aarno Turpeinen, Markus Halsti, Ville Nylund, Toni Kallio, Joakim Jensen, Antti Heinola, Rami Hakanpää, Mike Peltola, Iiro Aalto, Marcio Pimentel, Christian Sund, Aleksej Jerjomenko sr., Vili Savolainen, Ridvan Zeneli, László Fekete, Jon Poulsen, Mika Kottila, Petri Oravainen, Aleksej Jerjomenko en Juho Mäkelä. Trainer-coach: Keith Armstrong.
- 2004 — FC Haka

Mikko Vilmunen, Juuso Kangaskorpi, Lasse Karjalainen, Jarkko Okkonen, Juha Pasoja, Harri Ylönen, Mikko Innanen, Jani Kauppila, Sergey Terehhov, Sami Ristilä, Mika Nenonen, Markus Koljander, Valeri Popovitsj, Janne Salli , Tommi Torkkeli, Toni Lehtinen, Jarno Mattila, Jarkko Riihimäki en Cheyne Fowler. Trainer-coach: Olli Huttunen.
- 2005 — MyPa-47

Janne Korhonen, Tuomo Könönen, Sampsa Timoska, Tero Taipale, Jukka Lindström, Tuomas Kuparinen, Niki Helenius, Saku Puhakainen, Tuomas Haapala , Kimmo Tauriainen, Aapo Kiljunen, Tero Karhu, Eetu Muinonen, Mika Hernesniemi, Toni Huttunen, Niklas Tarvajärvi, Hugo Miranda, Mikko Mäkelä, Tuomas Kansikas, Antti Lappalainen, Aleksei Kangaskolkka, Marco Manso, Petteri Kaijasilta en Adriano. Trainer-coach: Ilkka Mäkelä.
- 2006 — Tampere United

Mikko Kavén, Mathias Lindström, Vasile Marchis, Antti Ojanperä, Jussi Kuoppala, Jussi Kujala, Mika Lahtinen, Antti Hynynen, Ville Lehtinen, Jussi-Pekka Savolainen, Mika Hilander, Sakari Saarinen, Jarkko Wiss, Petri Heinänen, Kari Sainio, Miki Sipiläinen, Risto Ojanen, Heikki Aho, Juska Savolainen, Jonne Hjelm, Erik Westerholm, Mikko-Ville Hyyhönen, Aristides Pertot, Jari Niemi en Juha Soukiala. Trainer-coach: Ari Hjelm.
- 2007 — Tampere United

Mikko Kavén, Toni Järvinen, Mathias Lindström, Antti Ojanperä, Jussi Kuoppala, Jussi Kujala, Antti Pohja, Antti Hynynen, Tomi Petrescu, Jussi-Pekka Savolainen, Mika Hilander, Sakari Saarinen, Jarkko Wiss, Henri Myntti, Risto Ojanen, Miki Sipiläinen, Heikki Aho, Juska Savolainen, Jonne Hjelm, Markku Hokkanen, Stefan Petrescu, Jari Niemi en Jussi Mäkelä. Trainer-coach: Ari Hjelm.
- 2008 — FC Inter Turku

Patrick Bantamoi, Jussi Nuorela, Jos Hooiveld, Diego Corpache, Guillano Grot, Antonio Correia, Timo Furuholm, Oskari Forsman, Joni Aho, Severi Paajanen, Domagoj Abramović, Mika Ojala, Ats Purje, Dominic Chatto, Arttu Seppälä, Sami Sanevuori, Ville Nikkari, Joni Kauko, Ville Mäkilä, Felix Âkerlund, Mika Mäkitalo, Henri Lehtonen en Soga Sambo. Trainer-coach: Job Dragtsma.
- 2009 — HJK Helsinki

Ville Wallén, Tuomas Kansikas, Mikko Hauhia, Mohamed Kamara, Jukka Sauso, Cheyne Fowler, Tuomas Haapala, Ville Taulo, Sebastian Sorsa, Juho Mäkelä, Mathias Lindström, Jani Viander, Pyry Kärkkäinen, Valeri Popovitsj, Paulus Roiha, Jarno Parikka, Dawda Bah, Juhani Ojala, Aki Riihilahti, Petri Oravainen, Johannes Westö, Mikko Sumusalo, Nosh A Lody, Sami Salmi en Akseli Pelvas. Trainer-coach: Antti Muurinen.
- 2010 — HJK Helsinki

Ville Wallén, Tuomas Kansikas, Mikko Hauhia, Peter Magnusson, Cheyne Fowler, Janne Saarinen, Rafinha, Sebastian Sorsa, Juho Mäkelä, Mathias Lindström, Jani Viander, Pyry Kärkkäinen, Johannes Westö, Akseli Pelvas, Jarno Parikka, Dawda Bah, Juhani Ojala, Aki Riihilahti, Mikko Sumusalo, Valtteri Moren, Erfan Zeneli, Teemu Pukki, Zakaria Kibona, Dema, David Ramadingaye en Tomas Karike. Trainer-coach: Antti Muurinen.
- 2011 — HJK Helsinki

Ville Wallén, Tuomas Kansikas, Valtteri Moren, Alexander Ring, Rami Hakanpää, Cheyne Fowler, Sebastian Mannström, Berat Sadik, Jari Litmanen, Mathias Lindström, Tomas Karike, Timi Lahti, Akseli Pelvas, Jarno Parikka, Aki Riihilahti, Mikko Sumusalo, Joel Perovuo, Erfan Zeneli, Nikolai Alho, Sebastian Sorsa, Santeri Ahola, Joel Pohjanpalo, O'Brian Woodbine, Robin Lod en Saku-Pekka Sahlgren. Trainer-coach: Antti Muurinen.
- 2012 — HJK Helsinki

Ville Wallén, Tuomas Kansikas, Valtteri Moren, Antti Okkonen, Rami Hakanpää, Timi Lahti, Sebastian Mannström, Erfan Zeneli, Berat Sadik, Mathias Lindström, Saku Eriksson, Akseli Pelvas, Mika Väyrynen, Juho Mäkelä, Joel Pohjanpalo, Mikko Sumusalo, Joel Perovuo, Sakari Mattila, Demba Savage, Sebastian Sorsa, Rasmus Schüller, Felipe Aspegren en Saku-Pekka Sahlgren. Trainer-coach: Antti Muurinen.
- 2013 — HJK Helsinki

Ville Wallén, Tuomas Kansikas, Valtteri Moren, Mika Väyrynen, Tapio Heikkilä, Timi Lahti, Sebastian Mannström, Erfan Zeneli, Mikael Forssell, Teemu Tainio, Mathias Lindström, Saku Eriksson, Akseli Pelvas, Nikolai Alho, Mikko Sumusalo, Joel Perovuo, Sakari Mattila, Demba Savage, Sebastian Sorsa, Rasmus Schüller, Robin Lod en Saku-Pekka Sahlgren. Trainer-coach: Sixten Boström.
- 2014 — HJK Helsinki

Tapio Heikkilä, Robin Lod, Gideon Baah, Sebastian Mannström, Valtteri Moren, Mika Väyrynen, Macoumba Kandji, Demba Savage, Markus Heikkinen, Veli Lampi, Nikolai Alho, Michael Tørnes, Sebastian Sorsa, Mikael Forssell, Oussou Konan, Teemu Tainio, Fredrik Lassas, Rasmus Schüller, Joel Perovuo, Erfan Zeneli, Anthony Annan, Alex Lehtinen, Carljohan Eriksson, Joevin Jones, Toni Doblas, Aristide Bancé, Obed Malolo, Roni Porokara, Mikko Viitikko, Emerik Grönroos, Lucas Lingman en Ville Wallén. Trainer-coach: Mika Lehkosuo.
- 2015 — Seinäjoen Jalkapallokerho

Akseli Pelvas, Mihkel Aksalu, Johannes Laaksonen, Ariel Ngueukam, Mehmet Hetemaj, Željko Savić, Cèdric Gogoua, Jussi Vasara, Timo Tahvanainen, Wayne Brown, Toni Lehtinen, Richard Dorman, Henri Aalto, Bahrudin Atajić, Roope Riski, Allan, Juho Lähde, Teemu Penninkangas, Emil Lidman, Jere Koponen, Marco Matrone, Jesse Sarajärvi, Elias Ahde, Paavo Valakari, Joona Ala-Hukkala, Arttu Aromaa, Joona Lautamaja en Sami Viljanen. Trainer-coach: Simo Valakari.
- 2016 —  IFK Mariehamn

Kristian Kojola, Walter Viitala, Diego Assis, Amos Ekhalie, Jani Lyyski, Bobbie Friberg da Cruz, Brian Span, Aleksei Kangaskolkka, Gabriel Petrović, Philip Sparrdal Mantilla, Dever Orgill, Robin Sid, Albin Granlund, Thomas Mäkinen, Anthony Clement Dafaa, Josef Ibrahim, Tommy Wirtanen, Joel Mattsson, Petter Hemming, Marc Nordqvist, Johan Sundman, Craig Wight en Rezgar Amani. Trainer-coach: Kari Virtanen.

## Scheidsrechters
Bijgaand een overzicht van Finse scheidsrechters die niet alleen actief zijn of waren in de Veikkausliiga, maar daarnaast ook internationale wedstrijden leiden of hebben geleid.
- Johan Aksel Alho
- Tony Asumaa
- Erik Beijar
- Arne Eriksson
- Mattias Gestranius
- Jouni Hietala
- Juha Hirviniemi
- Martti Hirviniemi

- Jouni Hyytiä
- Petteri Kari
- Wolf Waldemar Karni
- Georg Krutelev
- Jari Maisonlahti
- Anders Mattsson
- Antti Munukka
- Kaj Natri

- Ville Nevalainen
- Tero Nieminen
- Toimi Olkku
- Esko Pekonen
- Mika Peltola
- Arto Ravander
- Simo Ruokonen
- Juhani Smolander
- Mikko Vuorela

1990 ·
1991 ·
1992 ·
1993 ·
1994 ·
1995 ·
1996 ·
1997 ·
1998 ·
1999 ·
2000 ·
2001 ·
2002 ·
2003 ·
2004 ·
2005 ·
2006 ·
2007 ·
2008 ·
2009 ·
2010 ·
2011 ·
2012 ·
2013 ·
2014 ·
2015 ·
2016 ·
2017 ·
2018 ·
2019 ·
2020 ·
2021 ·
2022 ·
2023 ·
2024 ·